# ハーメルン (映画)
『ハーメルン』は、2013年制作の日本映画。監督は坪川拓史。主演は西島秀俊。

## あらすじ
福島県の昭和村にある廃校となった旧喰丸小学校に元校長が住んでいる。学校は村の音楽仲間の練習場であり、教育委員会が発掘した遺跡物の保管場所にもなっている。校長により修繕はされているが、老朽化により取り壊しも決定し、校長は立退きを要求されていた。県の博物館から遺跡物調査のため野田が派遣される。野田はこの小学校の卒業生であった。
野田の恩師の綾子先生の娘リツコが営む飲み屋で、野田は綾子が現在高齢者施設にいることを知らされる。野田は学校の閉校式の日、タイムカプセルを埋めた記憶があるが、どこに埋めたかを覚えていなかった。その閉校式の日にみんなと見ていたはずの人形一座による劇の結末も覚えていなかった。校長も野田たちがタイムカプセルを埋めたことは覚えていたが、埋めた場所は綾子しかわからないという。
閉鎖した映画館も遺跡物の保管場所になっていて、野田は映画館の持ち主である工藤と会う。工藤はかつて綾子とリツコを捨てた過去をもち、それ以来娘のリツコとは疎遠になっていた。
校長は、リツコから綾子の宝物であった置き時計を失くしたことを聞かされる。野田の記憶にも残る置き時計は、ハーメルンの笛吹きをモチーフとしたからくり時計で12時になると「カノン」のオルゴール音が流れるという他ではけして手にはいらないものであった。
村での調査が終わり野田が村から引き揚げる挨拶とともに、野田は置き時計を隠したのは自分でタイムカプセルとともに埋めたとリツコに告白する。
リツコはひさしぶりに工藤と会い、自分のピアノをもらう約束をする。リツコへ送る準備のためピアノの椅子を取り出そうとした工藤ははしごから転落する。 村祭は雨のため校舎内で行われていて、歌を披露したリツコの元へ工藤の訃報が知らされる。
秋の終わり、綾子を隣町の大きな病院へ移す途中、リツコは綾子を連れて学校を訪れる。音楽仲間による綾子が大好きなカノンが流れる中、過去の記憶が混在する綾子は学校にいた子どもたちがとつぜんいなくなったことをいぶかしむ。
冬、校長が亡くなる。村を訪れた野田はタイムカプセルを掘り出そうとする。そこへリツコが現れ、校長が野田へ渡して欲しいと言ってあずかっていたと8ミリカメラと1本のフィルムを手渡される。フィルムには野田が覚えていなかった人形劇の結末と、授業の合図の鐘を鳴らす綾子先生が映っていた。

## 撮影

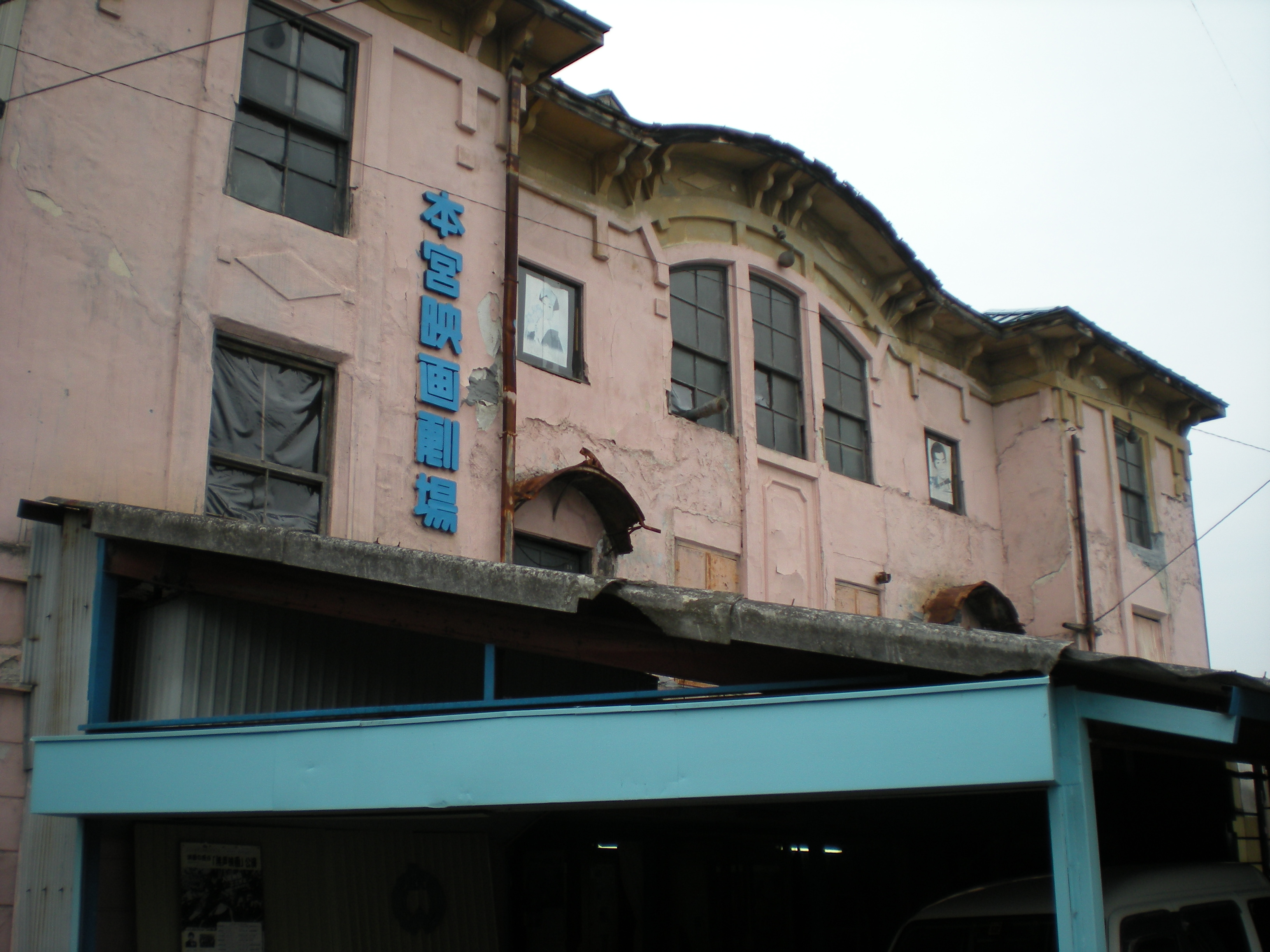
ロケ地のひとつとなった本宮映画劇場（福島県本宮市）

- 制作がスタートしたのが2008年。翌年、福島県大沼郡昭和村を舞台にロケがスタートした。その後天候不順や東日本大震災発生などに伴う中断を経て、5年の歳月をかけ2013年に完成した[2]。
- 撮影に使われた旧昭和村立喰丸小学校は撮影開始時で閉校から約30年が経ち解体が予定されていたが、撮影終了まで校舎を保存するという計画が建てられた。
- 劇中に登場する映画館は、福島県本宮市に残る本宮映画劇場でロケされた。

## キャスト
- 西島秀俊 - 野田
- 倍賞千恵子 - リツコ
- 坂本長利 - 校長先生
- 風見章子 - 綾子先生（リツコの母）
- 小松政夫
- 水橋研二 - 中丸
- 守田比呂也 - 工藤（リツコの父）
- 内田春菊 - 綾子先生（若い頃）
- 二瓶鮫一
- 大月秀幸
- 喜多敬之
- 本名茂
- 黒谷都 - 人形使い
- 塩野谷正幸

## スタッフ
- 監督・脚本 - 坪川拓史
- プロデューサー - 筒井龍平
- 共同プロデューサー - 白水聡一郎、日暮謙、坪川拓史
- 協力プロデューサー - 小澤俊晴
- 撮影 - 与那覇政之
- 照明 - 高橋拓
- 録音 - 杉佳奈恵
- 美術 - 畠山和久
- 衣装 - 宮本まさ江
- メイク - 三沢友香
- 監督補 - 塩入秀吾、松本勤
- 人形制作 - 井桁裕子
- 音楽 - 関島岳郎
- 制作・配給 - 株式会社トリクスタ
- 製作 - ハーメルン製作委員会
- 特別協力 - 福島県大沼郡昭和村